# Бундестаг
Савезно веће или Бундестаг је нижи, али већи и значајнији дом немачког савезног парламента кога чини 709 посланика. Тачан број посланика није могуће унапред утврдити јер зависи од изборног резултата, с обзиром на немачки мешовити већинско-пропорционални систем избора. 
Избори се организују на националном нивоу и овај дом показује реализацију начела целовитости Немачке као суверене државе. 
Законодавну област Бундестага чини одбрана, привреда, рад, социјална заштита, заштита човекове околине, спољни послови, здравље, грађанско и кривично законодавство, саобраћај и грађевинарство. Постоји могућност да се регулишу и друге области, у сарадњи са федералним јединицама.
Тренутни председник Бундестага је Волфганг Шојбле из Хришћанско-демократске уније Немачке.

## Надлежности Бундестага
Немачки Бундестаг бира немачки народ и он представља форум на којем се излажу, расправљају и формулишу различита мишљења о политици земље. Најважније функције Бундестага су законодавна која се остварује у законодавном поступку и контролна која се остварује парламентарном контролом рада Савезне владе.
Бундестаг је најважнији орган законодавне власти у немачком федерализму. У складу са принципом поделе власти, Бундестаг је највиши орган законодавне власти у Немачкој. Савезна влада представља извршну власт, и савезни судови и судови земаља представљају правосуђе.
Основне надлежности Бундестага су да:
1. доноси и мења устав;
2. доноси законе;
3. одлучује о државном буџету;
4. потврђује међународне уговоре;
5. бира савезног канцелара;
6. учествује у поступку именовања чланова Савезног уставног суда;
7. врши контролу над радом Савезне владе;
8. надзире рад и употребу војске.

Ако савезни канцелар поднесе предлог за гласање о поверењу и не добије подршку већине чланова Бундестага, председник државе, на предлог савезног канцелара, може да распустити Бундестаг у року од 21 дан. Право распуштања престаје да важи чим Бундестаг изабере другог савезног канцелара на основу већине гласова његових чланова. Између покретања поступка за гласање о поверењу и гласања о њему мора проћи 48 часова (члан 68. Устава).
Савет старешина Бундестага има посебан значај у његовом раду. Савет старешина чине председник Бундестага, потпредседници и 23 члана изабрана у складу са пропорционалном заступљеношћу политичких партија у Бундестагу. Чланови Савета старешина морају да имају значајно политичко искуство. Савет старешина је саветодавни орган који доноси препоруке и предлоге које Бундестаг на пленарној седници има право да прихвати или одбије. Савет старешина помаже председнику Бундестага у његовом раду, како би пословање Бундестага било ефикасно координирано и успешно реализовано. На пример, он одређује датуме седница недељама унапред и даје сагласност на дневни ред заседања на сталној основи. Такође, на седницама Савета старешина политичке групе усаглашавају ставове о избору председника и потпредседника одбора. Осим тога, Савет старешина посредује и расправља у случају настанка спора у интерпретацији прописа и процедуралних питања у Бундестагу. Савет старешина припрема "процену буџета Бундестага“. Одбор за буџет може да одступи од ових процена уз консултације са Саветом старешина, што значи да мора да да Савету старешина прилику да се изјасни пре коначне одлуке. Због широког спектра дужностима које обавља, Савет старешина именује комисије које му дају стручну подршку. 
Чланови Савета старешина су такође секретари посланичких група, који се састају ради претходних разматрања појединих аспеката парламентарних процедура. Савет старешина током својих дебата узима у обзир споразуме постигнуте на тим састанцима. Савет старешина се редовно састаје сваке недеље када Бундестаг заседа и њиме председава председник Бундестага. Представник Савезне владе присуствује овим састанцима.
Председништво је одговорно за рад администрације Бундестага, укључујући како административне тако и истраживачке активности. Састоји се од председника и потпредседника Бундестага.